# Armand Emmanuel du Plessis de Richelieu
Armand Emmanuel du Plessis, hertig av Richelieu, född 25 september 1766 i Paris, död 17 maj 1822 i Paris, var en fransk statsman, sonson till Louis François Armand de Vignerot du Plessis de Richelieu. 
Richelieu emigrerade 1790 från Frankrike och begav sig till Ryssland, där han erhöll anställning i armén, utmärkte sig under kriget mot turkarna vid stormningen av Ismail (1790) och avancerade till general. Alexander I utnämnde honom 1803 till generalguvernör över Odessa (där 1828 hans staty restes). Som sådan utmärkte Richelieu sig i hög grad och vann Alexanders vänskap och gunst. Han återvände 1814 till Frankrike och följde under de "hundra dagarna" 1815 Ludvig XVIII till Gent. 

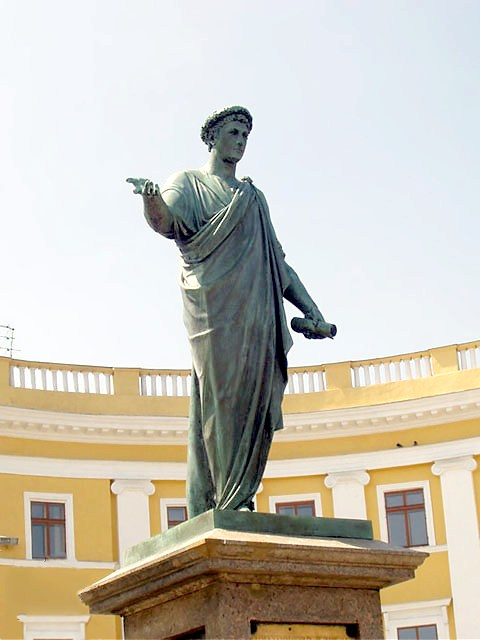
Statyn i Odessa av hertigen av Richelieu

Efter slaget vid Waterloo och de allierade truppernas andra intåg i Paris ansågs Richelieu vara rätte mannen att av sin vän tsar Alexander utverka så billiga fredsvillkor som möjligt. Han utnämndes därför av Ludvig XVIII 27 september 1815 till utrikes- och statsminister. Genom sitt inflytande hos Alexander lyckades Richelieu i det fredsfördrag med de allierade makterna, vilket avslöts i Paris den 20 november 1815, utverka vida billigare fredsvillkor, än man kunnat vänta. 
I den inre politiken en övertygad anhängare av den bourbonska monarkin, uppträdde Richelieu dock med fasthet gentemot ultras. Han upplöste 1816 den reaktionära deputeradekammaren och förde under de följande åren, stödd på den centermajoritet nyvalen gav honom, en moderat reformpolitik. Richelieu deltog i kongressen i Aachen 1818, där han utverkade, att de allierade makternas trupper skulle utrymma Frankrike. 
Den 15 november 1818 undertecknade han den akt, varigenom Frankrike upptogs i de europeiska makternas "heliga allians". Redan en månad därefter, i december 1818, måste Richelieu lämna sin plats på grund av oenighet med vänstern i frågan om vallagens reformering, då general Dessolles blev stats- och utrikesminister. Dessolles avgick i november 1819, och hans efterträdare Decazes störtades av ultrarojalisterna den 18 februari 1820, varefter Ludvig XVIII åter utnämnde Richelieu till statsminister. 
Under denna sin andra ministär inskränkte Richelieu tryckfriheten, ändrade vallagen och vidtog flera andra reaktionära åtgärder, men lyckades likväl inte tillfredsställa ultrarojalisterna, som störtade honom i december 1821, varefter Villèle blev statsminister. Richelieus namn och hertigtitel övergick till hans systerson Armand François Odet Chapelle de Jumilhac (1804-1879), pär av Frankrike 1822-48. I en självbiografisk skildring (i "Revue historique". XXXVII) behandlade Richelieu sin andra ministär.